# Camp Lake (Wisconsin)
Camp Lake – jednostka osadnicza w Stanach Zjednoczonych, w stanie Wisconsin, w hrabstwie Kenosha.